# Nicolae Țaga

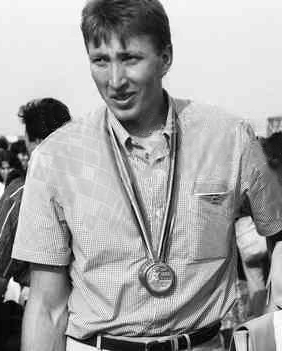
Nicolae Țaga în 1992

Nicolae Țaga (n. 12 aprilie 1967, Avrămești, România) este un fost canotor român, laureat cu aur și bronz la Barcelona 1992.
Nicolae Țaga și-a început cariera la varsta de 16 ani, fiind selectat din orașul Bârlad venind la București. Dupa câțiva ani a fost selectat la lotul național. Și-a desfășurat activitatea la clubul sportiv Dinamo. Acesta a avut o tentativă de a pleca la clubul sportiv Steaua, dar s-a întors după un scurt timp la clubul sportiv Dinamo.
Nicolae Țaga a obținut titlul de campion în 1992 în barca de 4+1 împreună cu Viorel Talapan, Dimitrie Popescu, Iulică Ruican și Dumitru Răducanu.
Rezultate obținute:
- Campion olimpic - Barcelona 1992
- Vice-campion olimpic - Barcelona 1992
- Multiplu campion mondial.

A fost decorat de președintele României cu Ordinul Meritul Sportiv clasa I.